# Bommanahalli
Bommanahalli é uma cidade e uma city municipal council no distrito de Bangalore, no estado indiano de Karnataka.

## Demografia
Segundo o censo de 2001, Bommanahalli tinha uma população de 201 220 habitantes. Os indivíduos do sexo masculino constituem 54% da população e os do sexo feminino 46%. Bommanahalli tem uma taxa de literacia de 71%, superior à média nacional de 59,5%; a literacia no sexo masculino é de 77% e no sexo feminino é de 65%. 12% da população está abaixo dos 6 anos de idade.